# Iglesia de San Blas (Navas de Bureba)
La iglesia de San Blas es una parroquia cuyos restos más antiguos son románicos (fue fundada en el siglo XII). Está situada en la localidad de Navas de Bureba. Se trata de un monumento de interés cultural ya que es una de las mejores iglesias tardorrománicas de la provincia burgalesa.

## Historia
La iglesia de la Asunción de Nuestra Señora de Navas de Bureba es una joya del románico burebano con añadidos posteriores. Situado al pie de los montes Obarenes, sus referencias escritas más antiguas lo vinculan con el Monasterio de Oña.

## Estado de conservación
A principios de siglo XXI se llevó a cabo actuaciones destinadas fundamentalmente al saneamiento de los cimientos. En mayo de 2014 la torre campanario sufrió un derrumbe parcial, llevándose a cabo su reconstrucción en 2016.

## Descripción del monumento
Construido con sillares de piedra arenisca de color anaranjado-dorado. Consta de una sola nave, con portada y espadaña en el muro sur. Además, es llamativa la gran ventana que decora el tramo central del ábside con arcos poli lobulados , de inspiración musulmana. También cuenta con una interesante colección de relieves escultóricos. La portada del siglo XIII es abocinada y está enmarcada por dos pequeños contrafuertes y consta de seis arquivoltas apoyadas en columnas de fuste monolítico. Está catalogada como BIC (Bien de Interés Cultural).